# 芜湖模范监狱旧址
芜湖模范监狱旧址，位于中国安徽省芜湖市镜湖区古城区东门的东内街28、32号，是一处规模庞大的建筑群，
清光绪三十三年（1907年），大理寺正卿沈家本奏请改良监狱，获得批准，要求在各省会及通商口岸建立模范监狱，然后再逐渐推广。当年，芜湖知县扩建了县衙西面的监狱。民国七年（1918年），在清千总署（民国元年改为一区警察署）的旧址上，创建了安徽省立第二监狱，俗称芜湖模范监狱。
芜湖模范监狱呈十字形放射状，四翼分别名为“知、错、改、过”，中央是一座八角楼，三楼为瞭望塔。监狱内设车间、浴室、炊室、接见室、放风区、图书室、医务室、精神病室、传染病室，为人犯提供基本的文明设施。

## 现状
2012年6月21日，芜湖模范监狱旧址公布为第六批安徽省文物保护单位。2016年，芜湖模范监狱旧址进行修复，历时两年，基本恢复历史原貌。